# Miśkowiec
Miśkowiec – potok, prawostronny dopływ Cichej Wody.
Źródła potoku znajdują się z w reglowej dolinie Suchy Żleb w Tatrach Zachodnich. W dolinie tej jednak na powierzchni często wysycha i stąd też pochodzi nazwa doliny. Jednak w okresach większej obfitości wody w górnej części dolinki woda spływająca po skałach tworzy ciekawe wodospady. Po opuszczeniu Tatr spływa w północno-wschodnim kierunku Rowem Zakopiańskim przez osiedle Mraźnica i na wysokości około 832 m n.p.m. uchodzi do Cichej Wody.
W Wielkiej encyklopedii tatrzańskiej opisywany jest jako dopływ Potoku zza Bramki. Bywa też nazywany Potokiem z Suchego Żlebu.